# Bernard Mohlalisi
Bernard Mosiuoa Mohlalisi (Ha 'Malijeng, 16 marzo 1933 – Mazenod, 24 luglio 2020) è stato un arcivescovo cattolico lesothiano.

## Biografia
Nato nel 1933, fece il suo ingresso nell'ordine dei Missionari oblati di Maria Immacolata nel 1955, in cui emise i primi voti il 6 gennaio 1956 e quelli perpetui tre anni dopo.
Il 28 maggio 1963 ricevette l'ordinazione diaconale e il 14 luglio venne ordinato sacerdote dall'arcivescovo Emanuel 'Mabathoana presso la missione del Monte Carmelo a Mpharane.

### Ministero episcopale
L'11 giugno 1990 venne nominato arcivescovo di Maseru da Giovanni Paolo II; ricevette l'ordinazione episcopale il 7 ottobre dall'arcivescovo Ambrose De Paoli e i co-consacranti Khoarai e Bucher. Dal 1997 al 2002 fu il presidente della Conferenza dei vescovi cattolici del Lesotho.
Nel 2004, quando il Lesotho divenne il primo paese africano a iniziare l'HIV/AIDS Universal Voluntary Counselling and Testing, incoraggiò la popolazione a sottoporsi al programma accompagnato dal primo ministro Pakalitha Mosisili.
Il 3 giugno 2005 compì la visita ad limina a Benedetto XVI, il quale accettò le sue dimissioni per raggiunti limiti di età il 30 giugno 2009. Dal 2012 fino al 21 settembre del 2013 fu amministratore apostolico di Qacha's Nek.
Morì il 24 luglio 2020 all'età di 87 anni; fu tumulato il 2 agosto all'interno della cattedrale di Nostra Signora delle Vittorie.

## Genealogia episcopale e successione apostolica
La genealogia episcopale è:
- Cardinale Scipione Rebiba
- Cardinale Giulio Antonio Santori
- Cardinale Girolamo Bernerio, O.P.
- Arcivescovo Galeazzo Sanvitale
- Cardinale Ludovico Ludovisi
- Cardinale Luigi Caetani
- Cardinale Ulderico Carpegna
- Cardinale Paluzzo Paluzzi Altieri degli Albertoni
- Papa Benedetto XIII
- Papa Benedetto XIV
- Papa Clemente XIII
- Cardinale Marcantonio Colonna
- Cardinale Giacinto Sigismondo Gerdil, B.
- Cardinale Giulio Maria della Somaglia
- Cardinale Carlo Odescalchi, S.I.
- Cardinale Costantino Patrizi Naro
- Cardinale Lucido Maria Parocchi
- Papa Pio X
- Papa Benedetto XV
- Papa Pio XII
- Cardinale Eugène Tisserant
- Papa Paolo VI
- Cardinale Agostino Casaroli
- Arcivescovo Ambrose Battista De Paoli
- Arcivescovo Bernard Mohlalisi, O.M.I.

La successione apostolica è:
- Arcivescovo Gerard Tlali Lerotholi, O.M.I. (2009)